# Kiskoh
Kiskoh (románul Chișcău) falu Romániában, Bihar megyében. Közigazgatásilag a tőle 4 km-re északra fekvő Vasaskőfalvához tartozik. 1914-ben Biharmagurát és Felsőfeketevölgyet csatolták hozzá.

## Fekvése
A Bihar-hegységben, Vaskohtól északkeletre,  Vaskohsziklástól 7 km-re északkeletre fekszik. Van itt egy barlang, melyből a kis-kohi patak ered.

## Története
Kiskoh nevét 1588-ban Alsokoch néven említette először oklevél. 1600-ban Kis Koch, 1808-ban Kóh (Kis-), 1913-ban Kiskoh néven írták.
1851-ben Fényes Elek írta a településről: „Kis-Koh, Bihar vármegyében, 313 óhitü lakossal, anyatemplommal. Itt a híres Válja-Szákó, vagy
Reichenstein ezüstbánya. Birja a váradi görög püspök”
1910-ben 1002, túlnyomórészt román lakosa volt. A trianoni békeszerződésig Bihar vármegye Vaskohi járásához tartozott. A település egykori földesura a nagyváradi görögkatolikus püspök volt. 
Határában egykor ezüstbányát műveltek.  

## Nevezetességek
- Itt van Európa egyik leglátványosabb cseppkőbarlangja, a Medve-barlang. Nevét onnan kapta, hogy 17 000 éves barlangi medve teljesen ép csontvázát találták meg benne. Az 1,5 km hosszú barlangot 1975-ben egy márványbányában fedezték fel az ott dolgozó bányászok, és 1980-ban nyitották meg a látogatók előtt.
- Flutur Helytörténeti múzeum: a múzeum egy falusi parasztgazdaság keretei között működik, mely lakóházból, fészerből és egyéb gazdasági épületekből áll. Az 1969-ben felújított régi gazdaságba 1981-ben telepítettek  egy faházat a Nyugati Érchegységből. Ez a faház ad otthont az állandó történelmi és néprajzi kiállításnak. A házat egy kb. 200 m²-es fészerrel bővítették. Az udvarokat is raktár- és kiállító helységekre osztották fel. A gyűjtemény 1968-tól kezdődően létezik.

## Képek

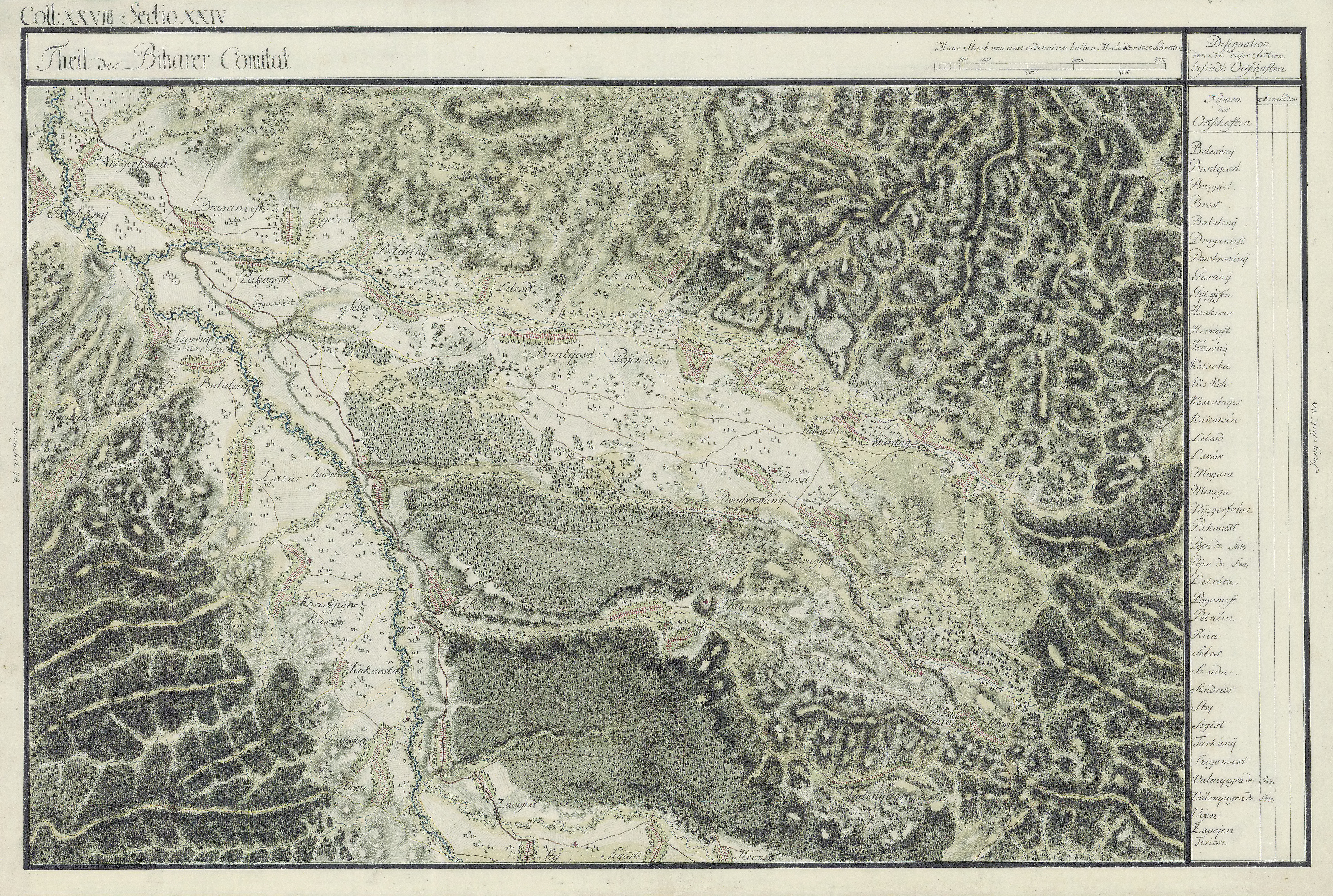
Kiskoh az 1782–85. évi felmérés térképén
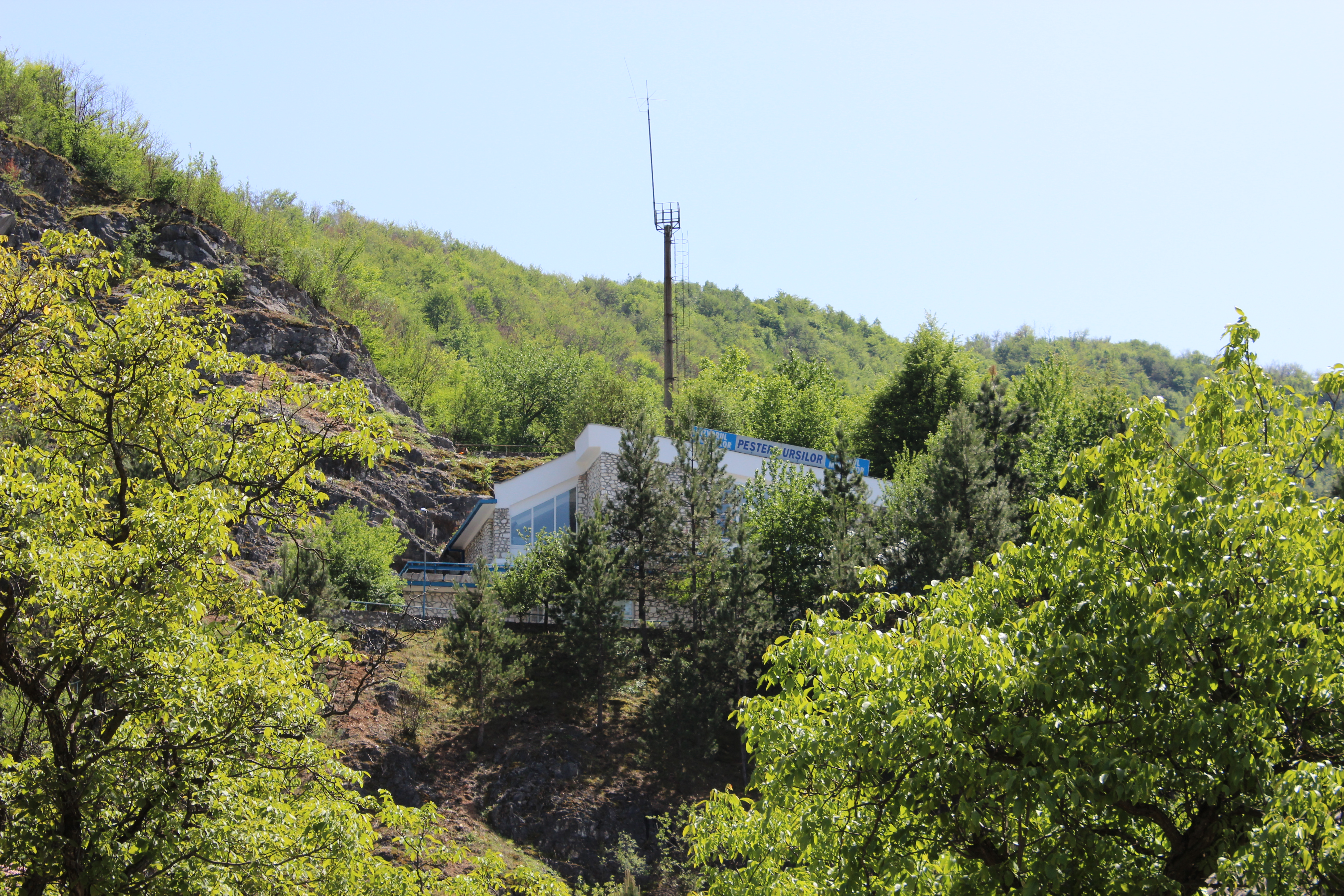
A Medve-barlang fogadóépülete
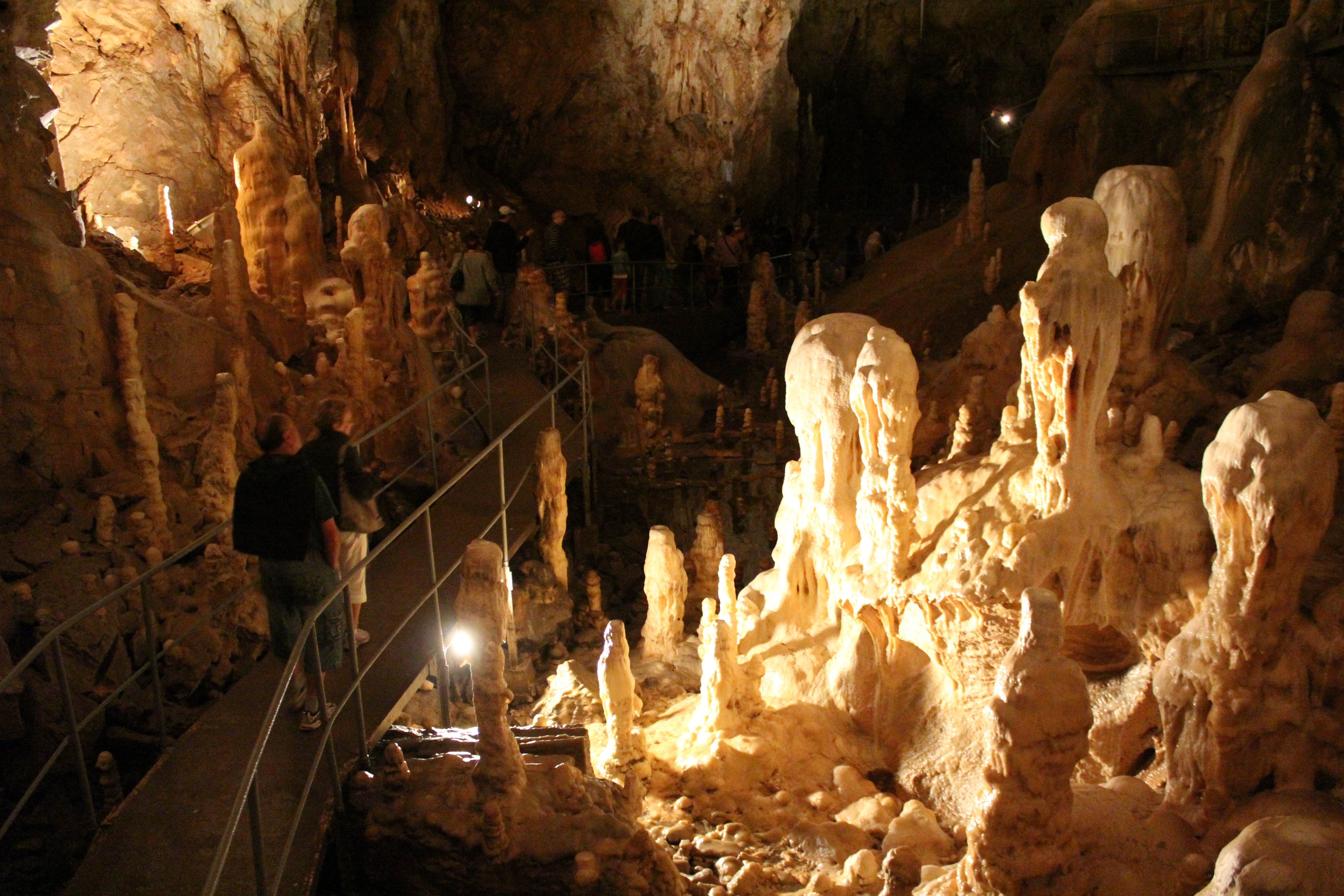
A Medve-barlang részlete
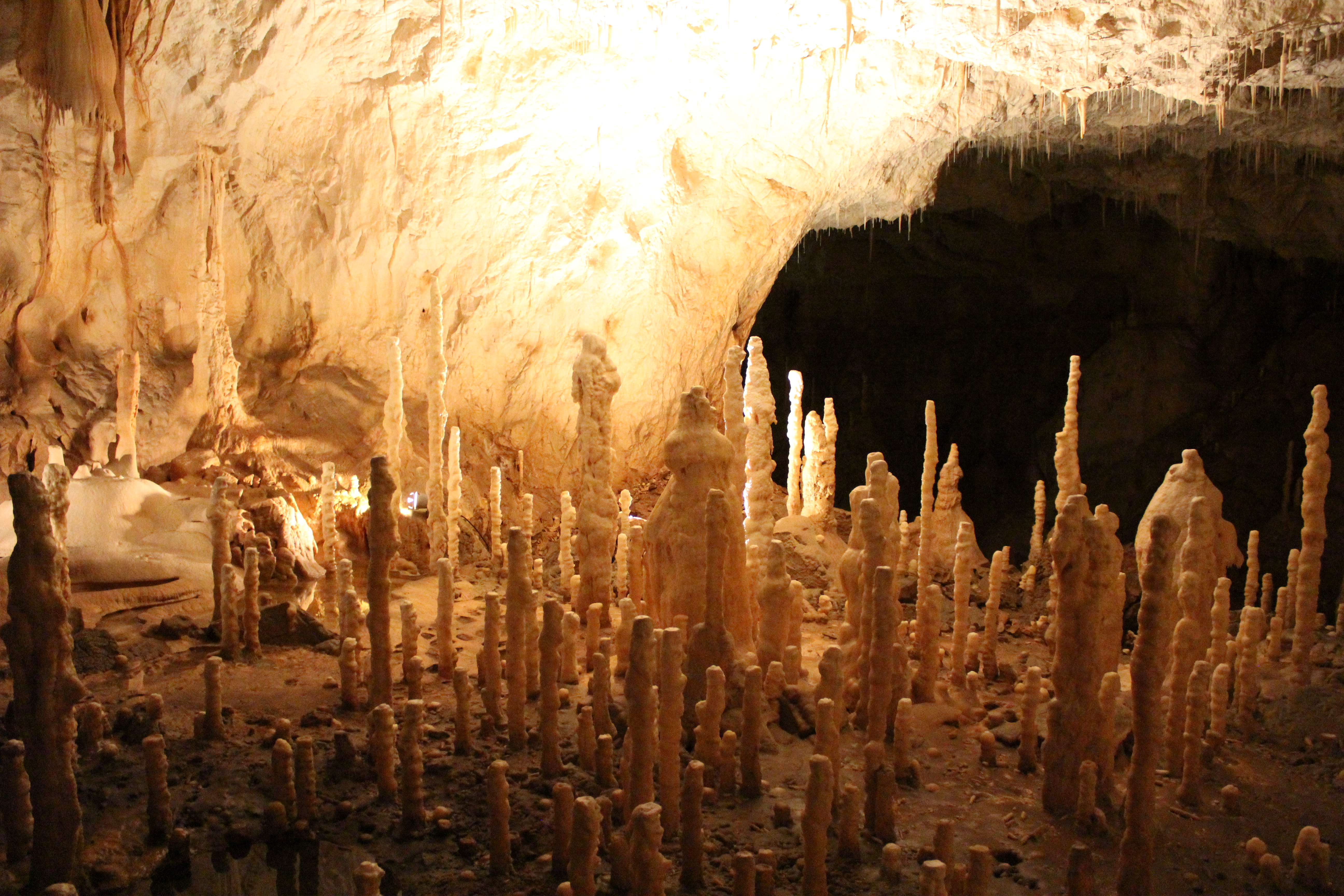
A Medve-barlang részlete
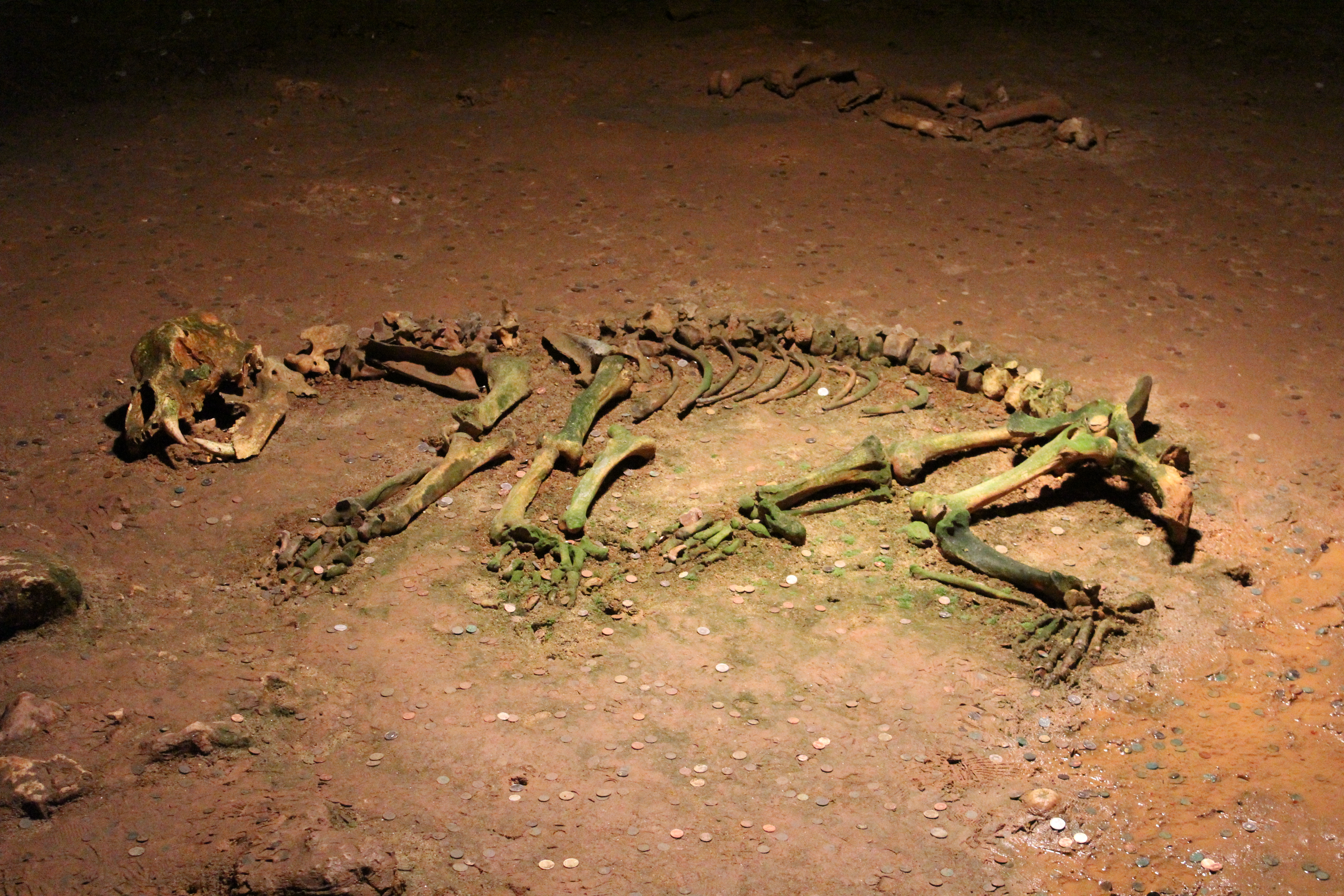
A barlangi medve csontváza